# Tecnobit
Tecnobit es una empresa española fundada en 1976, cuya principal actividad es la ingeniería de diseño y desarrollo de hardware y software de equipos y su posterior fabricación, así como el diseño, desarrollo, fabricación y mantenimiento de equipos y sistemas de electromecánica profesional.
Dispone de dos centros de trabajo, situados en Madrid y Valdepeñas. Su plantilla está compuesta por 359 personas (2008), con un 62% de la plantilla menor de 35 años y más de un tercio de ésta por debajo de los 30 años. El perfil mayoritario es de titulados, principalmente en ingeniería y tecnologías de la información, debido, principalmente a los requerimientos propios de la actividad productiva y de los proyectos de I+D+I que desarrolla.

## Historia
En 2007 Tecnobit cambió radicalmente su mapa accionarial y pasó de tener ocho socios a tres. IT Deusto  compró una participación del 48%, por el que desembolsó más de 20 millones de euros; Caja Castilla-La Mancha  elevó su participación del 35,26% al 48% (la empresa tiene una factoría en Valdepeñas con 160 trabajadores), y Guindola Consultores pasó a controlar el 4% restante.
La operación, la transacción supuso el pago de más de 20 millones por parte de IT Deusto, al valorarse Tecnobit en más de 50 millones, y la salida de seis socios de la firma de defensa. La empresa de capital riesgo 3i  vendió el 41,10% que poseía, tras permanecer en la compañía siete años. Y lo mismo hizo Ingenaval, que tenía un 8,45%, Agreda (3,07%), Casa (1,92%), Gruma (1,91%) y un grupo de inversores individuales, que poseían el 6,92%.
Junto a la caja de ahorros, que entró en Tecnobit en diciembre de 2001 y amplió en un 25,06% su participación en 2004, sólo se mantiene otro viejo accionista en el capital social de la empresa española de defensa, Guindola Consultores, que subió su posición del 1,37% al 4%.

## Productos
Tecnobit ha colaborado con Santa Bárbara Sistemas en la consecución del contrato del misil anticarro Spike y fabricará en sus instalaciones más de 250 cámaras infrarrojas del sistema lanzador y más de 2.500 sistemas de guiado infrarrojo del misil. Además, la firma estadounidense Lockheed Martin ha nombrado recientemente a la empresa española suministrador preferente de aparatos de aviónica empleados en los helicópteros MH-60R de la marina estadounidense. También Tecnobit ha iniciado la fabricación, montaje y prueba de los torpedos DM2 A4 que equiparán los submarinos S-80.
Entre sus clientes destacan los de referencia internacional como EADS, Airbus, Boeing, General Dynamics, Thales, BAE Systems, Rafael Advanced Defense Systems o Lockheed Martin, así como para el Ministerio de Defensa de España.